# Baron Rayleigh

Wappen der Barone Rayleigh

Baron Rayleigh, of Terling Place in the County of Essex, ist ein erblicher britischer Adelstitel in der Peerage of the United Kingdom, der nach dem Ort Rayleigh in Essex benannt ist.
Familiensitz der Barone ist Terling Place in Terling bei Chelmsford in Essex. 

## Verleihung
Der Titel wurde am 18. Juli 1821 für Lady Charlotte Mary Gertrude Strutt geschaffen. Ihr Mann Colonel Joseph Holden Strutt, der Mitglied des Unterhauses war, hatte zuvor eine ihm angetragene Peerswürde abgelehnt und gleichzeitig angeregt, diese seiner Frau zu verleihen. So konnte er seinen Sitz im Unterhaus behalten.
Die 1. Baroness kam selbst aus einer Familie des Hochadels, ihr Vater war James FitzGerald, 1. Duke of Leinster.

## Liste der Barone Rayleigh (1821)
- Charlotte Mary Gertrude Strutt, 1. Baroness Rayleigh (1758–1836)
- John James Strutt, 2. Baron Rayleigh (1796–1873)
- John William Strutt, 3. Baron Rayleigh (1842–1919)
- Robert John Strutt, 4. Baron Rayleigh (1875–1947)
- John Arthur Strutt, 5. Baron Rayleigh (1908–1988)
- John Gerald Strutt, 6. Baron Rayleigh (* 1960)

Titelerbe ist der Sohn des jetzigen Barons, Hon. John Frederick Strutt (* 1993).